# Pustenik
Pustenik en albanais et Pustenik en serbe latin (en serbe cyrillique : Пустеник) est une localité du Kosovo située dans la commune/municipalité de Kaçanik/Kačanik, district de Ferizaj/Uroševac (Kosovo) ou district de Kosovo (Serbie). Selon le recensement kosovar de 2011, elle compte 629 habitants, tous albanais.
Selon le découpage administratif kosovar, le village fait partie de la commune/municipalité de Han i Elezit/Đeneral Janković.

## Histoire
Le village abrite deux ensembles architecturaux, le quartier de Dacaj et le quartier de Bravëva, qui remontent au XIXe siècle, tous deux proposés pour une inscription sur la liste des monuments culturels du Kosovo ; la tour-résidence de Nuhi Brava et la maison d'Islam, Nazmi et Rufat Brava, construites à la même époque, sont elles aussi proposées pour une inscription kosovare.

## Démographie

### Évolution historique de la population dans la localité
| 1948 | 1953 | 1961 | 1971 | 1981 | 1991 | 2011 |
| ---- | ---- | ---- | ---- | ---- | ---- | ---- |
| 615  | 628  | 519  | 505  | 609  | 637  | 629  |

|  |